# David Cholmondeley, 7.º Marquês de Cholmondeley
David George Philip Cholmondeley, 7.º Marquês de Cholmonteley (/ˈtʃʌmli/ CHUM-lee; nascido 27 de junho de 1960), é um nobre e cineasta britânico que atuou como Lord Great Chamberlain do Reino Unido de 1990 a 2022.

## Início da vida e educação
Ele é descendente de Robert Walpole (1676–1745), o primeiro dos primeiros-ministros da Grã-Bretanha. Ele é filho de Hugh Cholmondeley, 6.º Marquês de Cholmondeley, e Lavinia, Marquesa de Cholmondeley (nascida Leslie). Ele também é descendente da família Rothschild por meio de sua avó paterna, Sybil Sassoon. Ele tem três irmãs mais velhas: as senhoras Rose, Margot (anteriormente casada com Tony Huston) e Caroline (casada com o Barão Rodolphe de Erlanger).
David foi educado no Eton College. Mais tarde, estudou na Sorbonne, em Paris.

## Carreira

### Indústria cinematográfica
David é cineasta. Como David Rocksavage, ele apareceu em um pequeno papel no filme de Eric Rohmer, chamado de 4 aventuras de Reinette e Mirabelle (1987). Seu nome profissional é derivado de seu título de Conde de Rocksavage.
Ele fez os seguintes documentários para televisão:
- 1979, The Gentlemen Factory, sobre o Eton College, (codirigido com Simon Dewhurst), BBC2 e cinemas Rank.
- 1984, Madeleine Castaing, FR3
- 1986, Retrato da minha avó, Anglia TV

Em 1995, ele dirigiu a adaptação cinematográfica do romance <i id="mwPA">Other Voices, Other Rooms,</i> de Truman Capote .
Em 2007, ele dirigiu Shadows in the Sun, estrelado por Jean Simmons e James Wilby, que foi filmado em Norfolk. O filme foi lançado em 2009.

### Título
Ele foi titulado Marquês de Cholmondeley em 13 de março de 1990, após a morte de seu pai. David também herdou metade do cargo de Lorde Grande Camareiro e sucedeu seu pai no exercício da função do cargo durante o reinado da Rainha Elizabeth II. Como Lord Great Chamberlain, David era membro ex officio da Câmara dos Lordes e comparecia à Câmara dos Lordes em seu papel cerimonial, como na Abertura Estadual do Parlamento, embora não se sentasse na Câmara dos Lordes para debates, pois estava de licença. Após a morte da Rainha Elizabeth II em 8 de setembro de 2022, Lord Cholmondeley deixou de ser Lorde Grande Camareiro e membro da Câmara dos Lordes, com o cargo de Lorde Grande Camareiro passando para Rupert Carington, 7º Barão Carrington .

## Títulos, estilos e brasão de armas

Brasão de armas de Lord Cholmondeley

- 27 de junho de 1960 – 16 de setembro de 1968: Visconde Malpas
- 16 de setembro de 1968 – 13 de março de 1990: Conde de Rocksavage
- 13 de março de 1990 – presente: O Honorável Marquês de Cholmondeley.